# Tarnowskie Góry
Tarnowskie Góry é um município da Polônia, na voivodia da Silésia e no condado de Tarnowskie Góry. Estende-se por uma área de 83,88 km², com 61 361 habitantes, segundo os censos de 2019, com uma densidade de 732 hab/km².
Em 2017, a mina histórica de prata de Tarnowskie Góry foi declarada Património Mundial da UNESCO.